# マーシャルタウン (アイオワ州)
マーシャルタウン（英: Marshalltown）は、アメリカ合衆国アイオワ州の都市。マーシャル郡の郡庁所在地である。人口は2万7591人（2020年）。州都デモインの北東80キロメートルに位置している。

## 歴史

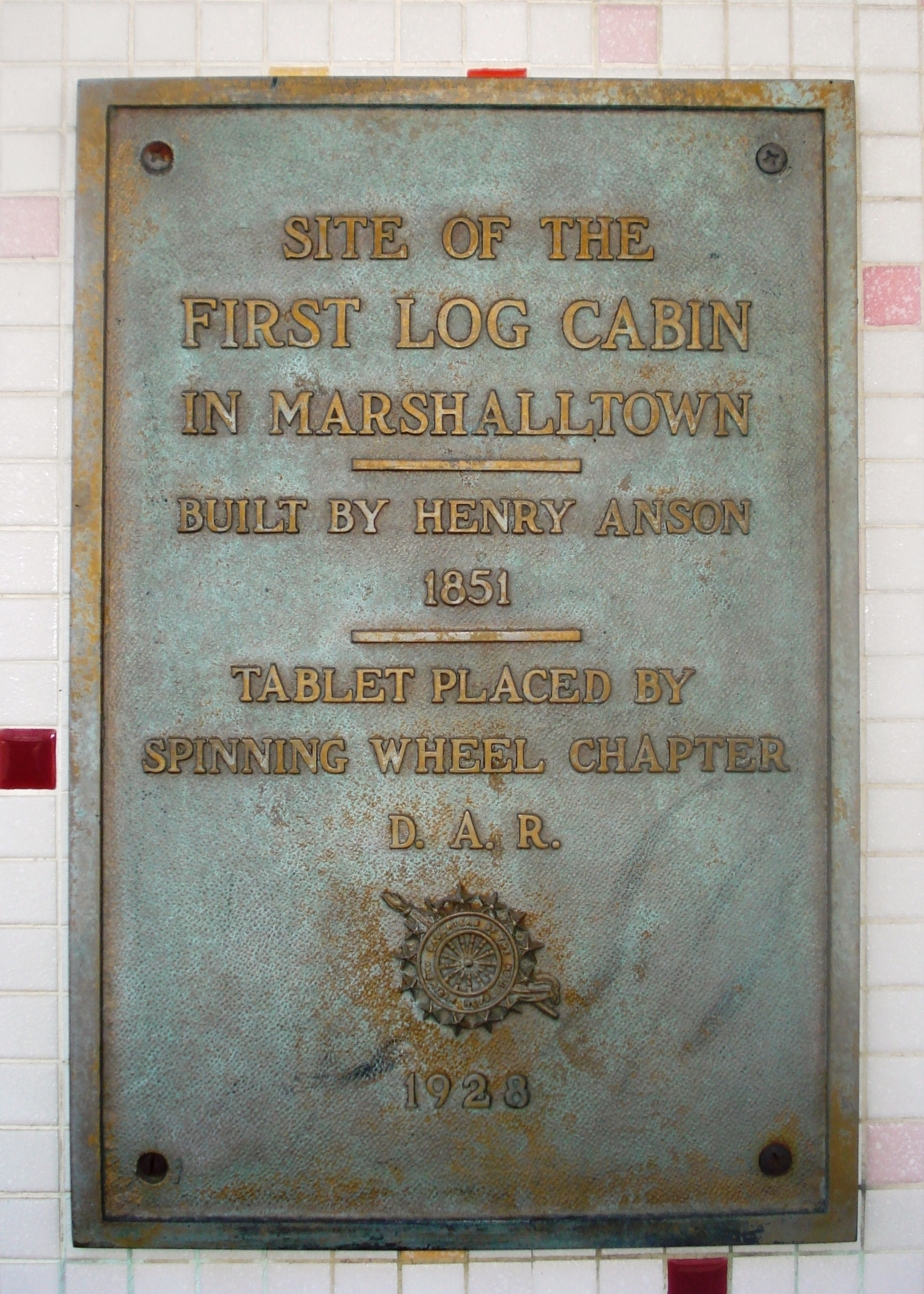
ヘンリー・アンソンの丸太小屋跡を示す銘板

現在マーシャルタウンとなっている場所に最初に入ったヨーロッパ人はヘンリー・アンソンだった。1851年4月、アンソンは「アイオワでも最も可愛らしい場所」と表現した所を見つけた。アイオワ川とリン・クリークの間の高台に丸太小屋を建設した。現在のメインストリート西112にある銘板はその小屋のあった場所を示している。1853年、アンソンは、以前に住んでいたミシガン州マーシャルに因み、その町をマーシャルと名付けた。
1862年、アイオワにはヘンリー郡に既にマーシャルという町が存在していたので、町の名前をマーシャルタウンに変えた（ただしヘンリー郡のマーシャルはその後の1880年にウェイランドと改名した）。アンソンは、ポタワトミ族酋長ジョニー・グリーンの助けを得て、初期開拓者がこの地域に留まるよう説得できた。1850年代半ば、アンソンは郡庁舎のために土地を寄付した。住民が建設費を寄付で集めた。1863年、郡庁所在地という肩書が、それまでのマリエッタからマーシャルタウンに移された。マーシャルタウンは成長を始めた。1900年までに人口は1万人になっていた。電気のフィッシャー・コントロール、空調機器のレノックス・インターナショナル、建設機材のマーシャルタウン・カンパニーなど多くの企業が発展を始めた。

### 野球

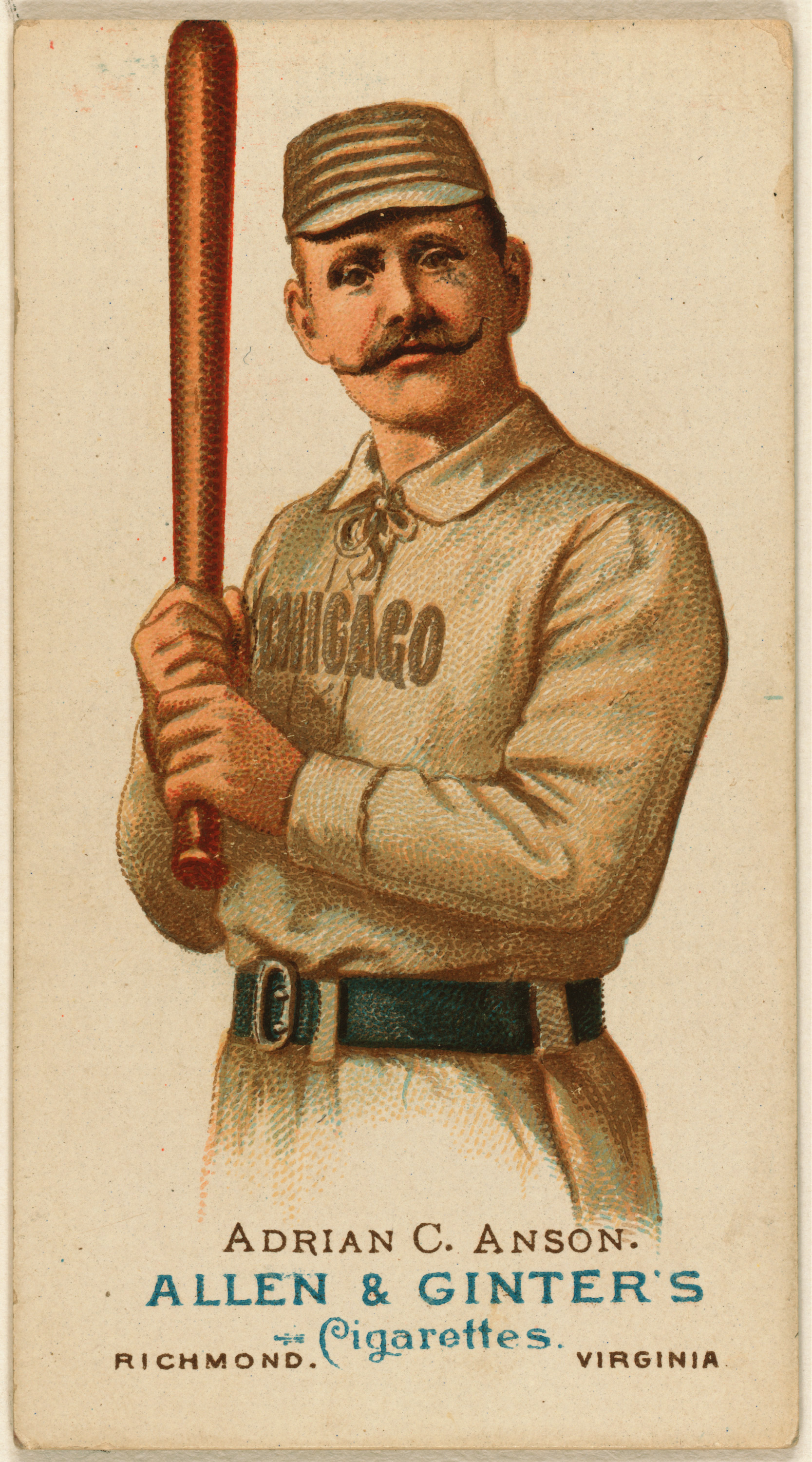
アドリアン・コンスタンティン・"キャップ"・アンソン

アドリアン・コンスタンティン・"キャップ"・アンソンはヘンリー・アンソンとジャネット夫妻の息子であり、新しいマーシャルタウンで生まれた初のヨーロッパ人の子供となり、今日でもマーシャルタウンの「第1の息子」と呼ばれている。アンソンはメジャーリーグベースボール選手となり、1939年にはアメリカ野球殿堂入りした。現役時代には最大級に偉大な選手と見なされ、最初期のスーパースターになった。
野球は、マーシャルタウンが1800年代半ばに成長するに連れて人気を獲得していった。アドリアンの兄弟スタージスも才能ある選手となり、二人ともインディアナ州のノートルダム大学校内チームでプレイするようになった。どちらも町に戻ると町のチームでプレイした。町の設立者である父のヘンリーと共にチームを作り、アイオワ州内では最も著名なチームにした。父のヘンリーが三塁手、スタージスが外野の中堅手、アドリアンが二塁手となり、1868年にはアイオワ州の選手権で優勝した。1870年、マーシャルタウンは有能なロックフォード・フォレスト・シティーズと公開試合を行った。この試合はマーシャルタウンが負けたが、ロックフォードの経営陣がアンソン家の3人と契約を申し出てきた。アドリアンが契約を受け入れ、1871年にプロ野球選手としての経歴が始まった。
マーシャルタウンでは野球の人気が継続した。1880年代初期、ビリー・サンデイが町の野球チームでプレイしていた。1882年サンデイが左翼手を務めたマーシャルタウンのチームは州のチャンピオンであるデモインのチームを13対4で破った。マーシャルタウンは後にマーシャルタウン・アンソンズというマイナーリーグのチームを作った。1914年から1928年、このチームはセントラル・アソシエイションとミシシッピ・バレー・リーグでプレイしていた。

## 地理
マーシャルタウン北緯42度2分30秒 西経92度54分52秒 / 北緯42.04167度 西経92.91444度 (42.041742, 92.914580)に位置している。
アメリカ合衆国国勢調査局に拠れば、市域全面積は19.31平方マイル (50.01 km2)であり、このうち陸地19.28平方マイル (49.93 km2)、水域は0.03平方マイル 0.08 km2)で水域率は0.16%である。隣接する郡としては、北にハーディン郡とグランディ郡、東にタマ郡、南にジャスパー郡、西にストーリー郡がある。

## 人口動態

### 2010年国勢調査
以下は2010年国勢調査による人口統計データである。
| 基礎データ - 人口: 27,552 人 - 世帯数: 10,335 世帯 - 家族数: 6,629 家族 - 人口密度: 551.7人/km2（1429.0人/mi2） - 住居数: 11,171 軒 - 住居密度: 223.7軒/km2（579.4軒/mi2） 人種別人口構成 - 白人: 84.8% - アフリカン・アメリカン: 2.2% - ネイティブ・アメリカン: 0.6% - アジア人: 1.7% - 太平洋諸島系: 0.2% - その他の人種: 7.9% - 混血: 2.6% - ヒスパニック・ラテン系: 24.1% | 年齢別人口構成 - 18歳未満: 26.1% - 18-24歳: 9.2% - 25-44歳: 23.1% - 45-64歳: 24.9% - 65歳以上: 16.7% - 年齢の中央値: 37歳 - 性比（女性100人あたり男性の人口） - 総人口: 99.2 世帯と家族（対世帯数） - 18歳未満の子供がいる: 33.0% - 結婚・同居している夫婦: 47.1% - 未婚・離婚・死別女性が世帯主: 11.9% - 非家族世帯: 35.9% - 単身世帯: 29.8% - 65歳以上の老人1人暮らし: 12.6% - 平均構成人数 - 世帯: 2.55人 - 家族: 3.18人 |

### 2000年国勢調査
以下は2000年国勢調査による人口統計データである。
| 基礎データ - 人口: 26,009 人 - 世帯数: 10,175 世帯 - 家族数: 6,593 家族 - 人口密度: 557.0人/km2（1,442.7 人/mi2） - 住居数: 10,857 軒 - 住居密度: 232.5軒/km2（602.2 軒/mi2） 人種別人口構成 - 白人: 86.8% - アフリカン・アメリカン: 1.3% - ネイティブ・アメリカン: 0.4% - アジア人: 1.3% - その他の人種: 8.6% - 混血: 1.8% - ヒスパニック・ラテン系: 12.6% | 年齢別人口構成 - 18歳未満: 24.5% - 18-24歳: 8.9% - 25-44歳: 26.0% - 45-64歳: 23.0% - 65歳以上: 17.6% - 年齢の中央値: 38歳 - 性比（女性100人あたり男性の人口） - 総人口: 98.0 - 18歳以上: 95.3 世帯と家族（対世帯数） - 18歳未満の子供がいる: 30.0% - 結婚・同居している夫婦: 50.5% - 未婚・離婚・死別女性が世帯主: 10.8% - 非家族世帯: 35.2% - 単身世帯: 29.7% - 65歳以上の老人1人暮らし: 13.5% - 平均構成人数 - 世帯: 2.44人 - 家族: 3.02人 | 収入と家計 - 収入の中央値 - 世帯: 35,688米ドル - 家族: 45,315米ドル - 性別 - 男性: 32,800米ドル - 女性: 23,835米ドル - 人口1人あたり収入: 19,113米ドル - 貧困線以下 - 対人口: 12.5% - 対家族数: 8.8% - 18歳未満: 17.5% - 65歳以上: 10.6% |

## 経済

### 地元企業
- マーシャルタウン・カンパニー、建設と考古学に関する道具の製造者、マーシャルタウンが本社

## 主要雇用主
マーシャルタウンの2011年包括的財務報告書に拠れば、郡内の主要雇用主は次の通りである。
| 順位 | 雇用主                                 | 従業員数 |
| ---- | -------------------------------------- | -------- |
| 1    | スウィフト&カンパニー                  | 2,400    |
| 2    | フィッシャー・コントロール             | 1,200    |
| 3    | マーシャルタウン・コミュニティ教育学区 | 1,002    |
| 4    | アイオワ退役兵ホーム                   | 1,000    |
| 5    | レノックス・インターナショナル         | 800      |
| 6    | マーシャルタウン医療外科センター       | 700      |
| 7    | ハイビー                               | 340      |
| 8    | ウォルマート                           | 325      |
| 9    | マーシャルタウン・コミュニティカレッジ | 245      |
| 10   | マクファーランド・クリニックPC         | 223      |

## 教育
マーシャルタウンで最初の学校は1853年に建設された丸太小屋だった。この建物はメインストリートの3番通りと4番通りの間に立っていた。ニアリー・ホキシーが最初の教師になった。
1874年、ノースセンター通りの古いビルで高校の授業が行われた。高校生は45人居り、C・P・ロジャーズが校長になった。
1900年以前、サウスセンター通りのアンソン学校が小学校になっていた。この建物は2つの部分に分けられ、1つは1年生から4年生、もう1つが5年生から8年生に使われていた。授業は読み方、算数、綴り方、地理、歴史、書き方だった。上級性は農業と衛生の授業も受けた。
1883年に建てた校舎が1892年に焼けた。新しい校舎が建設されるまで、教室はメインストリートで借りていた。1894年9月6日、新校舎が7万ドルを掛けて建設された。この校舎は2階建ての教室、地下室、三階には講堂があった。セントルイスの圧縮レンガ、ポーテージの赤砂岩、オーク、糸杉、松の木材を使って建設された。シニア高校は1927年に新しい建物に移された。
フランクリン小学校が最初に建てられたのは1913年だったが、後に解体され、同じ場所に同じ名前で建設された。その新しい建物は1990年代初期に建設され、1995年から1996年の学校年から利用された。現在は400人の児童が通っており、教職員は60人である。
レニハン中学校は1965年にカトリック高校として始められた。建設費は775,000米ドルだった。300人の生徒を受け入れるよう設計されていた。運営を5年間続けた後で、管理者はその生徒に質の高い教育を提供し続けるには、財政的に不可能なことが分かった。これと同時期に、マーシャルタウンの公立学校は中学校レベルで生徒が過剰になっていた。その解決策としてレニハン学校を公立教育学区に売却し、7年生から9年生までのジュニア高校として使うことになった。1970年秋に移行が完了し、レニハン中学校が開校された。カトリック学校の名前、マスコットおよびスクールカラーがそのまま移行された。
レニハン中学校にさらにスペースが必要となり、1975年に校舎の東側に6室が追加された。3室は通常の教室、1室は美術室、2室は工業美術室となった。
1970年代のレニハン中学校生徒数は470人台だったが、その後は減少して約400人になった。1984年、6年生が追加され、生徒数は短期間500人以上になった。しかし、その後も生徒数は減少し、1980年代後半には6年生から9年生までで400人ないし450人になった。1988年春、教育委員会は1989年学校年の末にレニハン中学校を閉鎖すると決めた。人口が増加しており、ミラー中学校とアンソン中学校の間で平等に資源を分ける問題があり、市内の5年生以上の教育を再編成し、統一することになった。アンソン中学校は学校として閉鎖され、現在は地区の建設およびグラウンズ部を収容している。その閉鎖後にレニハン中学校は様々な管理機能を果たしていたが、マーシャルタウン・コミュニティ教育学区がそれを改修し、建物はレニハン中間学校となって、2006年から2007年の学校年に開校した。

## 交通
アメリカ国道30号線が町の南を東西にバイパスしており、 アイオワ州道14号線が町の中心を南北に通っている。自動車専用道の アイオワ州道330号線がデモインとを繋いでいる。
マーシャルタウン市営交通がバス便を運行し、またタクシーサービスもある。さらにトレイルウェイ・コーチ・ネイションワイドのバス便もある。
町の北4マイル (6 km) に市民空港がある。最も近い商業空港は53マイル (85 km) 南東のデモインにある。

## 著名な出身者
- キャップ・アンソン、メジャーリーグベースボール選手、監督、1939年にアメリカ野球殿堂入り[18]
- ジェフ・クレメント、メジャーリーグベースボール選手、南カリフォルニア大学から2005年にドラフト1位でシアトル・マリナーズに入団、現在はピッツバーグ・パイレーツ
- フランク・J・フレッチャー（1885年-1973年）、珊瑚海海戦とミッドウェー海戦の指揮官[19][20]
- ジョセフ・コシンスキー（1974年- ）、ウォルト・ディズニー・ピクチャーズ映画トロン: レガシーの監督[21]
- ジーン・セバーグ（1938年-1979年）、女優

## 姉妹都市
- ロシア、スタヴロポリ地方ブデンノフスク[22]
- 日本、南アルプス市